# María Teresa Estevan Bolea
María Teresa Estevan Bolea (Osca, 26 d'octubre de 1936) és una enginyera i política aragonesa. Es llicencià a l'Escola Tècnica Superior d'Enginyeria Industrial de Barcelona i s'especialitzà en soldadura i en enginyeria ambiental. Va ser la primera dona en el Cos d'Enginyers Industrials de l'Estat. Després de treballar en empreses del ciment, químiques, refineries i gasoductes, de 1968 a 1975 treballà a la Direcció General d'Energia quan es va iniciar el procés d'autorització de les centrals nuclears.
De 1977 a 1982 fou la primera Directora General de Medi Ambient i secretària de la Comissió Interministerial de Medi Ambient. Més tard ingressà al Partit Popular, amb el que fou escollida diputada per Madrid a les eleccions generals espanyoles de 1986 i 1989. Durant aquests anys formà part de la Comissió d'Indústria del Congrés dels Diputats. Fou escollida diputada a les eleccions al Parlament Europeu de 1994 i de 1994 a 1997 fou membre de la Comissió d'Investigació, Desenvolupament Tecnològic i Energia del Parlament Europeu.
No es presentà a la reelecció i de 1999 a 2000 presidí el Consell Superior d'Indústria i Energia. El 2001 fou nomenada directora del Consell de Seguretat Nuclear i consellera de la Comissió Nacional d'Energia, càrrec que ocupà fins a la seva jubilació el 2006. El 2002 votà contra el tancament de la central nuclear de Zorita el 2006, al·legant que era segura i el 2004, durant la crisi provocada per unes anomalies a la central nuclear de Vandellòs, envià un informe al Congrés dels Diputats minimitzant els danys i criticant ecologistes i socialistes. Va deixar el càrrec per jubilació en 2006.